# Пам'ятки архітектури Гайсинського району
У Гайсинському районі Вінницької області під охороною держави знаходиться 11 пам'яток архітектури і містобудування, з них 1 — національного значення.
| Пор. №                 | Найменування пам'ятки        | Датування              | Місцезнаходження        | Охорон-ний номер       | Дата та № рішення взяття на облік                     |
| Національного значення | Національного значення       | Національного значення | Національного значення  | Національного значення | Національного значення                                |
| ---------------------- | ---------------------------- | ---------------------- | ----------------------- | ---------------------- | ----------------------------------------------------- |
| с. Тишківська Слобода  |                              |                        |                         |                        |                                                       |
| 1                      | Собор Гранівського монастиря | 1867 р.                | с. Тишківська Слобода   | 962                    | Постанова Ради Міністрів УРСР від 06.09.1979 р. № 442 |
| Місцевого значення     |                              |                        |                         |                        |                                                       |
| м. Гайсин              |                              |                        |                         |                        |                                                       |
| 2                      | Готель «Гранд-отель»         | 1905 р.                | вул. Першотравнева,1    | 62-М                   | Рішення виконкому облради нар. деп.від 14.02.91 № 43  |
| 3                      | Будинок гімназії             | п.20 ст.               | вул. Першотравнева,48   | 58-М/1                 | -II-                                                  |
| 4                      | Будинок гімназії             | п.20 ст.               | вул. Першотравнева,52   | 58-М/2                 | -II-                                                  |
| 5                      | Особняк                      | п.20 ст.               | вул. Першотравнева,69   | 60-М                   | Рішення виконкому облради нар. деп.від 14.02.91 № 43  |
| 6                      | Особняк                      | п.20 ст.               | вул. Б.Хмельницького,16 | 61-М                   | -II-                                                  |
| с. Бубнівка            |                              |                        |                         |                        |                                                       |
| 7                      | Троїцька церква              | 1891-1893 рр.          | с. Бубнівка             | 63-М                   | -II-                                                  |
| с. Гранів              |                              |                        |                         |                        |                                                       |
| 8                      | Миколаївська церква          | 1845 р.                | с. Гранів               | 64-М                   | -II-                                                  |
| с. Кисляк              |                              |                        |                         |                        |                                                       |
| 9                      | Успенська церква (дер.)      | 1709 р.                | с. Кисляк               | 65-М                   | -II-                                                  |
| с. Михайлівка          |                              |                        |                         |                        |                                                       |
| 10                     | Покровська церква (дер.)     | 19 ст.                 | с. Михайлівка           | 66-М                   | -II-                                                  |
| с. Тишківська Слобода  |                              |                        |                         |                        |                                                       |
| 11                     | Архієрейський будинок        | 19 ст.                 | с. Тишківська Слобода   | 308-М                  | Розпорядження ОДА № 78 від 19.02.96 р                 |

## Джерело
- Пам'ятки Вінницької області [Архівовано 19 червня 2012 у Wayback Machine.]